# Filtro (elettronica)

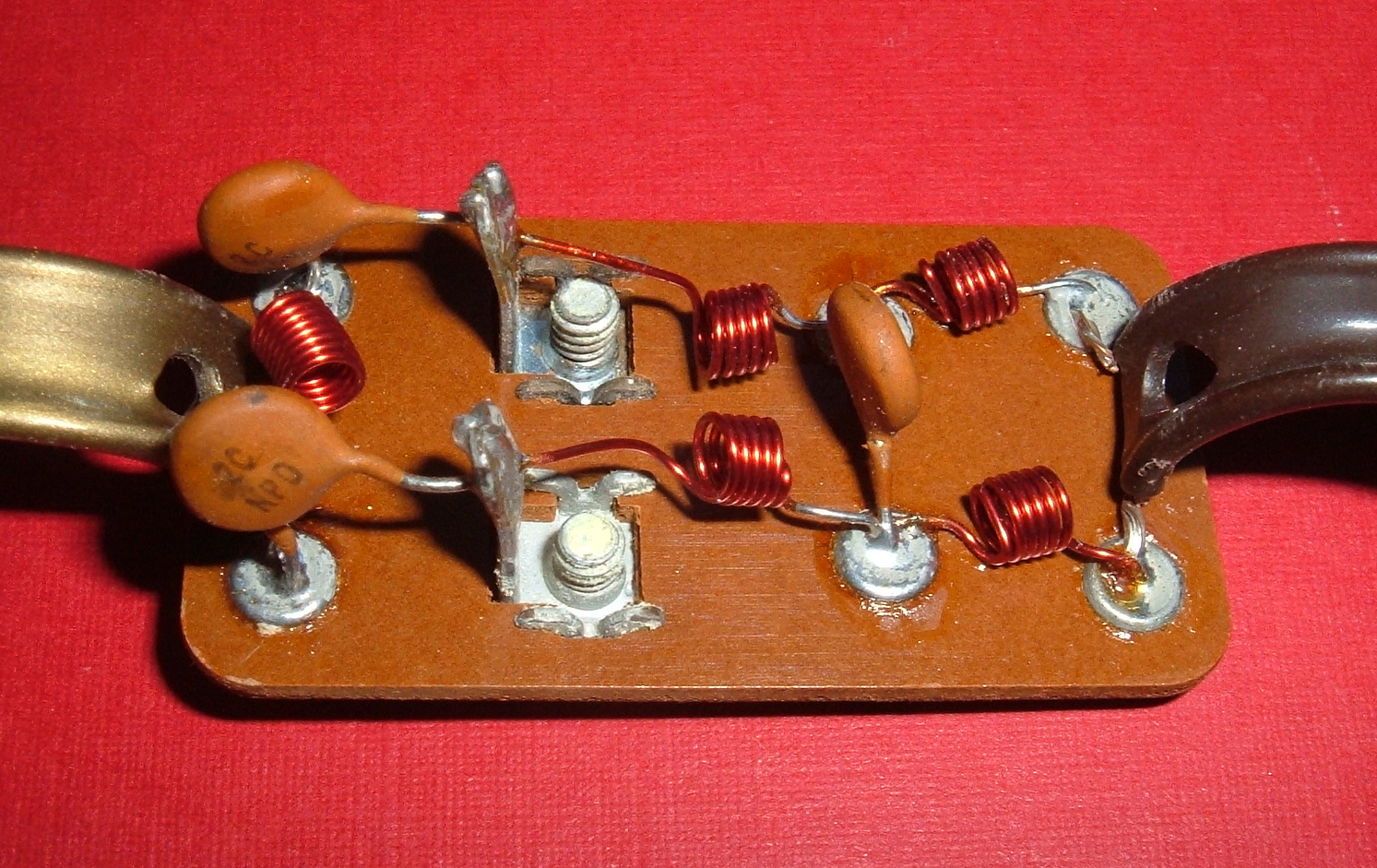
Splitter di segnale televisivo consistente in un filtro passa alto e un filtro passa basso.

In elettronica, un filtro è un sistema o dispositivo che realizza delle funzioni di trasformazione o elaborazione (signal processing) di segnali posti al suo ingresso. Ad esempio una sua funzione può essere quella di eliminare determinate bande di frequenza lasciando passare tutte le altre, cosa che si ottiene attenuando le frequenze più alte o più basse di un valore determinato (filtri passa-basso e passa-alto), o quelle comprese in un intervallo prestabilito (filtri passa-banda ed elimina banda).

## Descrizione
La funzione di trasferimento di un filtro, ovvero il comportamento nel dominio della frequenza, può essere rappresentata graficamente con un diagramma di Bode. Ogni dispositivo reale funge, per sua natura, da filtro in quanto la banda passante della sua funzione di trasferimento non è mai infinitamente estesa.
Un filtro ideale è quello che presenta transizioni o discontinuità nette (ovvero verticali) nella sua funzione di trasferimento; di fatto, ovvero nella realtà implementativa, i filtri reali non presentano mai queste caratteristiche, ma hanno una banda di transizione più o meno netta, ma mai verticale, e generano dunque effetti indesiderati: tanto più la banda di transizione è piccola tanto più il filtro ha un coefficiente di merito maggiore, ma maggiori sono i costi realizzativi e viceversa.
I filtri elettronici possono essere:
- Passivi o attivi
- Analogici o digitali
- A tempo discreto (campionato) o a tempo continuo
- Lineari o non lineari

I tipi più comuni di filtri elettronici sono lineari, indipendentemente da altri aspetti del loro progetto. Molti filtri sono anche dei sistemi risonanti.

## Storia
Sono esistiti per molti anni anche filtri multipolari LC, più complessi, e la loro descrizione è ben nota nella letteratura tecnica.
Sono stati realizzati anche filtri basati su circuiti ibridi, solitamente utilizzando combinazioni di amplificatori analogici, risonatori meccanici (quarzi piezoelettrici oppure MEMS) e linee di ritardo (delay lines). Vi sono anche altri dispositivi, quali linee di ritardo a CCD (Charge Coupled Device), che sono stati utilizzati quali filtri a tempo discreto.
Con la nascita del trattamento numerico dei segnali, sono diventati comuni i filtri attivi digitali.

## Classificazione per tecnologia

### Filtro passivo

#### A polo singolo

Schema realizzativo-circuitale di un filtro passa-basso passivo

Schema realizzativo-circuitale di un filtro passa-alto passivo

Risposta in frequenza di un filtro passa-banda

La realizzazione più semplice di un filtro lineare è basata sulla combinazione di resistori, condensatore e induttori. Questi filtri sono i cosiddetti circuiti RC, RL, LC e RLC. Nel loro complesso sono chiamati "filtri passivi", perché il loro funzionamento è dipendente dalla presenza di un segnale variabile in Ingresso (Vi), e non introducono alcuna amplificazione del livello del segnale di ingresso.
Gli induttori presentano un'alta impedenza ai segnali in tensione ad alta frequenza, e una bassa impedenza a quelli a bassa frequenza, mentre i condensatori si comportano al contrario: alta impedenza alle basse frequenze (impedenza infinita a frequenza zero, ovvero alla Corrente Continua) e bassa alle alte come risulta dalle rispettive formule: indicando con {\displaystyle f} la frequenza del segnale espressa in Hz, il valore di impedenza per il condensatore risulta:

{\displaystyle Z={\frac {1}{j\omega C}}}
dove {\displaystyle \omega =2\pi f} (radianti al secondo)

mentre per l'induttore si ha:

{\displaystyle Z=j\omega L}

Un filtro in cui al segnale sono posti uno o più induttori in serie oppure uno o più condensatori in parallelo è detto filtro passa basso, mentre un filtro in cui al segnale sono posti uno o più condensatori in serie oppure uno o più induttori in parallelo è detto filtro passa alto
I resistori da parte loro non hanno la proprietà di selezionare le frequenze, ma sono aggiunti a condensatore e induttori per determinare le costanti di tempo del circuito, e quindi le frequenze a cui essi rispondono.
A frequenze molto alte (maggiori di circa 100 MHz), gli induttori possono essere costituiti da un singolo anello o striscia di metallo, e i condensatori da lamine metalliche adiacenti. Tali strutture, utilizzate anche per adattare l'impedenza, sono chiamati adattatori a stub.

#### Multipolari
I filtri di secondo ordine sono classificati in base al loro fattore di merito (o fattore Q).
Si dice che un filtro ha un Q alto, se seleziona o inibisce un intervallo di frequenze stretto, relativamente alla sua frequenza centrale.

### Filtri attivi
I filtri attivi sono realizzati utilizzando una rete elettrica variamente complessa realizzata mediante una combinazione di componenti attivi, solitamente amplificatori operazionali e componenti passivi (resistori, condensatori, induttori). Possono avere Q elevati e raggiungere la risonanza senza utilizzo di induttori. La loro frequenza superiore è però limitata dalla larghezza di banda degli amplificatori utilizzati.

### Filtri digitali
Il trattamento digitale dei segnali permette la realizzazione economica di una grande varietà di filtri. In più, il trattamento numerico dei segnali non ha le stesse limitazioni dei filtri analogici nel posizionamento dei poli e degli zeri del filtro sul piano complesso: i filtri digitali possono perciò fornire prestazioni impossibili da ottenere per i normali filtri analogici.
Il segnale in ingresso viene campionato e un convertitore analogico-digitale lo converte in un flusso numerico: un programma residente su un processore (generalmente un DSP) esegue su esso i calcoli del filtraggio e genera un flusso numerico in uscita. Quest'ultimo viene poi ritrasformato in un segnale analogico da un convertitore digitale-analogico. Una limitazione importante è che un filtro digitale può elaborare frequenze pari al massimo alla metà della frequenza di campionamento, pena l'insorgere di aliasing e conseguenti disturbi in uscita.

### Filtri al quarzo e piezoelettrici
Nei tardi anni trenta alcuni ingegneri capirono che si poteva sfruttare la risonanza meccanica dei materiali piezoelettrici per ottenere dei filtri molto efficaci: i primi risuonatori erano in acciaio, ma fu presto chiaro che il quarzo era un materiale più adatto allo scopo. I risuonatori di quarzo convertono il segnale elettrico che li attraversa in oscillazioni meccaniche con una grande efficienza: il fattore Q di un risuonatore al quarzo è in genere superiore a 5000, valori irraggiungibili dai normali risuonatori LC. Il quarzo ha inoltre un coefficiente di espansione termica molto basso, e mantiene quindi una buona precisione in frequenza al variare della temperatura.

## Classificazione per funzione di trasferimento

### Classi generiche

Diagrammi di varie tipologie di filtro

Un filtro generico ideale elimina banda

- Filtro passa basso: trasmette in una banda di frequenza che va da zero a una frequenza di taglio f; le componenti con frequenza più alta sono attenuate.
- Filtro passa alto: trasmette in una banda estesa da una frequenza di taglio f alla più alta frequenza da trasmettere; le componenti con frequenza più bassa di quella di soglia sono attenuate.
- Filtro passa banda: trasmette in una banda compresa tra una frequenza di taglio inferiore e un'altra superiore; le componenti con frequenza esterna alla banda passante sono attenuate.
- Filtro elimina banda: anche detto notch, è un filtro che taglia una banda ristretta di frequenza, inclusa in un certo intervallo delimitato da due valori. Un esempio è il filtro a doppio T
- Filtro passa tutto: è un filtro che non interviene sull'ampiezza delle frequenze che lo attraversano ma soltanto sulle loro fasi; è usato per ottimizzare la risposta in fase di un sistema contenente altri filtri non compensati.

### Configurazioni particolari

Filtro gaussiano

- Filtro attivo passabanda a doppio amplificatore DABP
- Filtro a doppio T
- Filtro Butterworth
- Filtro Chebyshev
- Filtro Bessel
- Filtro ellittico
- Filtro Optimum "L"
- Filtro Gaussiano
- Filtro Hourglass
- Filtro a coseno rialzato
- Filtro a capacità commutata

## Applicazioni
Quasi tutte le apparecchiature elettroniche utilizzano dei filtri per scopi diversi. Nelle radiocomunicazioni i filtri passa banda nei ricevitori migliorano la ricezione limitando l'amplificazione ai soli segnali desiderati. La larghezza di banda dei filtri adoperati nei sistemi di comunicazione varia, secondo le applicazioni, da meno di 1 Hertz a molti megahertz. Un filtro passa basso, applicato all'uscita dei raddrizzatori nei sottosistemi di alimentazione dei circuiti elettronici, elimina le componenti alternate dal segnale pulsante fornito in uscita dal raddrizzatore, restituendo la sola componente continua.
L'azione selettiva dei filtri viene anche ampiamente utilizzata per suddividere l'uscita degli amplificatori audio in più bande rivolte a sistemi di altoparlanti multivia: tali filtri sono solitamente inclusi nel cabinet della cassa nei sistemi domestici e ad alta fedeltà, mentre invece si usano filtri attivi posizionati prima dell'amplificazione di potenza in sistemi di amplificazione per concerti poiché, viste le rilevanti potenze in gioco (molto spesso superiori ai 2000 W per ogni cassa acustica), sarebbe difficile e molto dispendioso reperire componenti passivi adatti agli alti valori di corrente e tensione che arrivano dall'amplificatore. Non secondario è anche il vantaggio nella suddivisione della dissipazione termica, che è indubbiamente più efficiente per potenze così alte.
L'unico svantaggio dei filtri attivi è che, includendo al loro interno degli amplificatori di segnale, introducono pur sempre un certo rumore ed una certa distorsione, che vanno minimizzate attraverso un'accuratissima progettazione; tale rumore è fortemente sgradito in contesti in cui la purezza del suono è fondamentale, come gli impianti High-End ad alta fedeltà per usi domestici. È invece trascurabile in contesti, come la musica dal vivo, in cui un certo tasso di rumore è ampiamente tollerato, tenendo anche conto che il segnale è disturbato sia da altri apparecchi, come processori vari di segnale, che da interferenze elettromagnetiche.

### Nella radiologia diagnostica e radioterapia
La beam filtration§si applica ai raggi X e ai raggi elettromagnetici mediante l'inserimento di un materiale (filtro passa-alto) che assorbe i fotoni a bassa energia, "addolcendo" così il fascio e migliorandone la qualità per vari scopi, come la diagnostica e la terapia radiologica. 
La filtrazione viene comunemente realizzata con sottili fogli di metallo, come alluminio, rame, ferro, stagno e tungsteno. 
Il filtro viene posizionato tra la sorgente di raggi X e il paziente, solitamente nella zona di uscita del tubo a raggi X. La filtrazione modifica l'elettrospettro dei raggi X, attenuando la parte di bassa energia e "indurendo" il fascio, cioè spingendo la distribuzione dell'energia verso valori più elevati. 
La filtrazione rimuove i fotoni di bassa energia dal fascio, che sono meno utili per la formazione dell'immagine e possono aumentare l'esposizione della cute alle radiazioni e del paziente in generale. Riducendo gli artefatti di immagine, come quelli causati dalla dispersione e diffusione delle radiazioni, può ottimizzare il contrasto dell'immagine e la nitidezza, rendendone più visibili i dettagli. 
La filtrazione è spesso misurata in millimetri di alluminio equivalente (mm Al) o in termini di strato di mezzo valore (VM), che è lo spessore di un materiale che riduce l'intensità del fascio di metà. In radioterapia, la filtrazione è fondamentale per proteggere i tessuti sani e per ottimizzare il dosaggio alle zone tumorali.